# Ligat ha'Al (baloncesto) 2015-16
La Ligat ha'Al 2015-16 fue la edición número 62 de la Ligat ha'Al, la máxima competición de baloncesto de Israel. La temporada regular comenzó el 11 de octubre de 2015 y acabó el 9 de junio de 2016. El campeón fue el Maccabi Rishon LeZion, que lograba su primer título, mientras que el Ironi Nes Ziona descendió a la Liga Leumit.

## Equipos Temporada 2015/16
| Equipo                | Ciudad        | Estadio                | Capacidad |
| --------------------- | ------------- | ---------------------- | --------- |
| Bnei Herzliya         | Herzliya      | HaYovel Herzliya       | 1,500     |
| Maccabi Kiryat Gat    | Kiryat Gat    | Ashkelon Sports Arena  | 3,000     |
| Hapoel Holon          | Holon         | Holon Toto Hall        | 5,500     |
| Hapoel Jerusalem      | Jerusalem     | Jerusalem Payis Arena  | 11,000    |
| Ironi Nahariya        | Nahariya      | Ein Sarah              | 2,500     |
| Ironi Nes Ziona       | Nes Ziona     | Lev Hamoshava          | 1,300     |
| Maccabi Ashdod        | Ashdod        | HaKiriya Arena         | 2,200     |
| Hapoel Eilat          | Eilat         | Begin Arena            | 1,490     |
| Maccabi Haifa         | Haifa         | Romema Arena           | 5,000     |
| Maccabi Rishon LeZion | Rishon LeZion | Beit Maccabi Rishon    | 2,500     |
| Maccabi Tel Aviv      | Tel Aviv      | Menora Mivtachim Arena | 10,383    |
| Hapoel Tel Aviv       | Tel Aviv      | Drive in Arena         | 3,504     |

## Resultados

### Temporada regular
| Pos. | Equipo                | PJ | G  | P  | PF   | PC   | DP   | Pts | Clasificación o descenso |
| ---- | --------------------- | -- | -- | -- | ---- | ---- | ---- | --- | ------------------------ |
| 1    | Hapoel Jerusalem      | 33 | 27 | 6  | 2886 | 2572 | +314 | 60  | Accede a Play-offs       |
| 2    | Maccabi Tel Aviv      | 33 | 24 | 9  | 2826 | 2521 | +305 | 57  | Accede a Play-offs       |
| 3    | Maccabi Haifa         | 33 | 19 | 14 | 2565 | 2482 | +83  | 52  | Accede a Play-offs       |
| 4    | Ironi Nahariya        | 33 | 18 | 15 | 2547 | 2611 | −64  | 51  | Accede a Play-offs       |
| 5    | Hapoel Eilat          | 33 | 17 | 16 | 2636 | 2677 | −41  | 50  | Accede a Play-offs       |
| 6    | Maccabi Rishon LeZion | 33 | 16 | 17 | 2659 | 2644 | +15  | 49  | Accede a Play-offs       |
| 7    | Bnei Herzliya         | 33 | 15 | 18 | 2690 | 2733 | −43  | 48  | Accede a Play-offs       |
| 8    | Hapoel Tel Aviv       | 33 | 15 | 18 | 2698 | 2678 | +20  | 48  | Accede a Play-offs       |
| 9    | Maccabi Ashdod        | 33 | 14 | 19 | 2719 | 2813 | −94  | 47  |                          |
| 10   | Hapoel Holon          | 33 | 12 | 21 | 2567 | 2715 | −148 | 45  |                          |
| 11   | Maccabi Kiryat Gat    | 33 | 11 | 22 | 2627 | 2785 | −158 | 44  |                          |
| 12   | Ironi Nes Ziona       | 33 | 10 | 23 | 2591 | 2780 | −189 | 43  | Desciende a Liga Leumit  |

 Fuente: Basket.co.il

### Play-offs
| Equipo 1         | Series | Equipo 2              | 1.er partido | 2.º partido | 3.er partido | 4.º partido | 5.º partido |
| ---------------- | ------ | --------------------- | ------------ | ----------- | ------------ | ----------- | ----------- |
| Hapoel Jerusalem | 3–2    | Hapoel Tel Aviv       | 99–97        | 85–87       | 90–73        | 84–93       | 86–84       |
| Maccabi Tel Aviv | 3–0    | Bnei Herzliya         | 76–75        | 68–51       | 81–54        | –           | –           |
| Maccabi Haifa    | 2–3    | Maccabi Rishon LeZion | 69–71        | 71–89       | 83–66        | 75–65       | 60–70       |
| Ironi Nahariya   | 0–3    | Hapoel Eilat          | 75–82        | 77–80       | 85–86        | –           | –           |

#### Final Four
|  | Semifinales           | Semifinales |                       |                  | Final      | Final      |  |
|  | 6 de junio            | 6 de junio  |                       |                  | 9 de junio | 9 de junio |  |
|  |                       |             |                       |                  |            |            |  |
|  |                       |             |                       |                  |            |            |  |
|  | Hapoel Jerusalem      | 82          |                       |                  |            |            |  |
|  | Hapoel Jerusalem      | 82          |                       |                  |            |            |  |
|  | Hapoel Eilat          | 78          |                       |                  |            |            |  |
|  | Hapoel Eilat          | 78          |                       | Hapoel Jerusalem | 77         |            |  |
|  |                       |             |                       | Hapoel Jerusalem | 77         |            |  |
|  |                       |             | Maccabi Rishon LeZion | 83               |            |            |  |
|  | Maccabi Tel Aviv      | 69          | Maccabi Rishon LeZion | 83               |            |            |  |
|  | Maccabi Tel Aviv      | 69          |                       |                  |            |            |  |
|  | Maccabi Rishon LeZion | 71          |                       |                  |            |            |  |
|  | Maccabi Rishon LeZion | 71          |                       |                  |            |            |  |
|  |                       |             |                       |                  |            |            |  |

## Líderes estadísticos
A 22 de abril de 2016.
| Pos | Jugador       | Equipo                | VAL  |
| --- | ------------- | --------------------- | ---- |
| 1   | Darryl Monroe | Maccabi Rishon LeZion | 25.0 |
| 2   | Paul Delaney  | Maccabi Kiryat Gat    | 23.5 |
| 3   | Alade Aminu   | Hapoel Eilat          | 22.6 |

| Pos | Jugador        | Equipo         | PPP  |
| --- | -------------- | -------------- | ---- |
| 1   | Will Clyburn   | Hapoel Holon   | 20.4 |
| 2   | Charles Thomas | Maccabi Ashdod | 20.4 |
| 3   | Diante Garrett | Maccabi Ashdod | 18.8 |

| Pos | Jugador        | Equipo                | RPP |
| --- | -------------- | --------------------- | --- |
| 1   | Alade Aminu    | Hapoel Eilat          | 9.9 |
| 2   | Richard Howell | Ironi Nahariya        | 9.6 |
| 3   | Darryl Monroe  | Maccabi Rishon LeZion | 8.8 |

| Pos | Jugador        | Equipo         | APP |
| --- | -------------- | -------------- | --- |
| 1   | Niv Berkowitz  | Ironi Nahariya | 6.7 |
| 2   | Gregory Vargas | Maccabi Haifa  | 6.6 |
| 3   | Diante Garrett | Maccabi Ashdod | 6.0 |

### Récords de la temporada
| Categoría   | Categoría | Jugador                | Equipo             |
| ----------- | --------- | ---------------------- | ------------------ |
| Puntos      | 46        | Nate Robinson          | Hapoel Tel Aviv    |
| Rebotes     | 20        | Richard Howell         | Ironi Nahariya     |
| Asistencias | 16        | Gal Mekel              | Maccabi Tel Aviv   |
| Tapones     | 6         | 5 ocasiones            | 5 ocasiones        |
| Robos       | 7         | Paul Delaney (2 veces) | Maccabi Kiryat Gat |

Fuente: RealGM

## Galardones

### MVP de la temporada regular
- Darryl Monroe (Maccabi Rishon LeZion)

### Mejor quinteto de la Ligat ha'Al
- Gal Mekel (Maccabi Tel Aviv)
- Khalif Wyatt (Hapoel Eilat)
- Donta Smith (Hapoel Jerusalem)
- Lior Eliyahu (Hapoel Jerusalem)
- Darryl Monroe (Maccabi Rishon LeZion)

### 2º Mejor quinteto de la Ligat ha'Al
- Gregory Vargas (Maccabi Haifa)
- Raviv Limonad (Hapoel Tel Aviv)
- Shawn Dawson (Maccabi Rishon LeZion)
- Will Clyburn (Hapoel Holon)
- Richard Howell (Ironi Nahariya)

### Entrenador del Año
- Arik Shivek (Maccabi Rishon LeZion)

### Estrella emergente
- Karam Mashour (Bnei Herzliya)

### Mejor defensor
- Gregory Vargas (Maccabi Haifa)

### Jugador más mejorado
- Itay Segev (Maccabi Tel Aviv)

### Mejor sexto hombre
- Bar Timor (Hapoel Jerusalem)